# Stazione di Dresda Centrale
La stazione di Dresda Centrale (in tedesco Dresden Hbf) è la principale stazione ferroviaria della città tedesca di Dresda.

## Storia
La stazione venne costruita dal 1892 al 1897 sull'area della vecchia stazione Böhmischer Bahnhof.
Il fabbricato viaggiatori, progettato da Ernst Giese, Paul Weidner e Arwed Rosbach, consta di una parte centrale di testa, a livello stradale, affiancata da due ali laterali passanti, in cui i binari sono sopraelevati di 4 metri per scavalcare la strada sottostante.
Il padiglione reale, posto sul lato nord, venne in seguito utilizzato come sala cinematografica.
Ha vinto il premio Bahnhof des Jahres nel 2014.